# Solothurn (bang)
Solothurn (tiếng Đức: Solothurn) là một bang của Thụy Sĩ. Nó nằm ở phía tây bắc của Thụy Sĩ. Thủ phủ bang là Solothurn. Bang này nằm ở phía tây bắc của Thụy Sĩ. Phía Tây và phía Nam nằm bang Bern, phía đông là Aargau. Về phía bắc bang được bao quanh bởi các bang Basel-Landschaft. Các bộ phận của hai trong số các huyện nằm lọt trong bang khác và nằm dọc theo biên giới Pháp. Cảnh quan chủ yếu là bằng phẳng, nhưng nó bao gồm các chân đồi của khối núi Jura. Các vùng đất bằng phẳng là một đồng bằng được tạo ra bởi sông Aare. Tổng diện tích của bang này là 791 km².
Dân số chủ yếu là nói tiếng Đức. Khoảng 44% dân số là tín hữu Giáo hội Công giáo Rôma, với hầu hết các còn lại là người theo Tin lành (31% là của vào năm 2000). Dân số tổng này (tính đến 31 tháng 12 năm 2009) là 252.748.người. Còn năm 2007, dân số gồm 46.898 người nước ngoài, hoặc 18,7% về tổng dân số.